# Витал да Силва Диас, Жефте
Жефте Витал да Силва Диас (порт. Jefté Vital da Silva Dias, более известный, как Жефте (порт. Jefté) род. 21 декабря 2003, Рио-де-Жанейро) — бразильский футболист, защитник шотландского клуба «Рейнджерс».

## Клубная карьера
Жефте — воспитанник клубов «Тигрес до Бразил» и «Флуминенсе». В 2021 году он был включён в заявку последних на сезон. Летом 2023 года Жефте на правах аренды перешёл в кипрский АПОЭЛ. 20 августа в матче против АЕЗ он дебютировал в чемпионате Кипра. 2 октября в поединке против «Этникоса» игрок забил свой первый гол за АПОЭЛ.